# Hipoteza o rijetkoj Zemlji
Hipoteza o rijetkoj Zemlji u planetologiji i astrobiologiji zagovara tezu da nastanak složenijih višestaničnih organizama (te stoga i inteligencije) zahtijeva vrlo rijetku kombinaciju astrofizičkih i geoloških događaja i uvjeta. Teorija zastupa stav da izvanzemljski život zahtijeva planet sličan Zemlji, sa sličnim uvjetima, te da postoji jako malo takvih planeta. Pojam "rijetka Zemlja" potječe od knjige Rare Earth: Why Complex Life Is Uncommon in the Universe [Rijetka Zemlja: Zašto je složen život rijedak u svemiru] (2000.), koju su napisali Peter Ward, geolog i paleontolog, i Donald E. Brownlee, astronom i astrobiolog.
Hipoteza o rijetkoj Zemlji je u suprotnosti s Kopernikovim principom kojeg su zagovarali Carl Sagan i Frank Drake, između ostalog. Taj princip navodi da je Zemlja obični stjenoviti planet u tipičnom planetarnom sustavu, koja se nalazi u prosječnoj regiji vrlo čestog tipa prečkaste spiralne galaksije, te je stoga po toj teoriji život vrlo čest u svemiru. Ward i Brownlee pak zagovaraju suprotno: planeti, planetarni sustavi i galaktičke regije su onoliko prijateljske složenijem životu kao i na Zemlji, Sunčevom sustavu i Mliječnom putu su vrlo rijetki. Hipoteza o rijetkoj Zemlji je stoga moguće rješenja za Fermijev paradoks: "Ako je vanzemaljski život čest, zašto ga nismo još nigdje otkrili?"

## Uvjeti za složeni život
Hipoteza o rijetkoj Zemlji zagovara tezu da nastanak složenijih oblika života zahtjeva cijelu seriju sretnih okolnosti. Nekolicina takvih okolnosti su: galaktička nastanjiva zona, središnja zvijezda i planetarni sustav, nastanjiva zona unutar zvjezdanog sustava, veličina planeta, prednost velikog satelita/mjeseca, uvjeti koji osiguravaju da planet ima magnetosferu i tektoniku ploča, kemiju litosfere, atmosfere, i oceane, ulogu "evolucijskih pumpi" kao što je masivna glacijacija i rijetki udari meteora, te ono što je god dovelo do još uvijek tajnovite kambrijske eksplozije životinjskih koljena. Nastanak inteligentnog života je možda zahtijevao i druge sretne okolnosti.
Kako bi maleni stjenoviti planet mogao održavati život, Ward i Brownlee smatraju da bi vrijednosti nekolicine varijabli morale pasti u rijetke raspone. Svemir je tako velik da možda sadrži puno planeta sličnih Zemlji. Ali ako takvi planeti postoje, one su vjerojatno odvojene jedne od druge i po nekoliko tisuća svjetlosnih godina. Takve udaljenosti bi otežale komunikaciju između inteligentnih vrsta, što bi objasnilo Fermijev paradoks.

### Prava lokacija i prava vrsta galaksije
Rijetka Zemlja sugerira da većina poznatog svemira, uključujući velike dijelove naše galaksije, ne mogu održati složenije oblike života; Ward i Brownlee navode da se te regije "mrtve zone." Oni dijelovi galaksije gdje je složeniji život moguć tvore galaktičku nastanjivu zonu. Što su zvjezdani sustavi udaljeniji od središta galaksije:
1. Populacija I zvijezda opada. Metali (u astronomskom smislu svi elementi izuzev vodika i helija) su neophodni za stvaranje terestričkih planeta.
2. Zračenje X-zraka i gama zraka iz supermasivne crne rupe u središtu galaksije, i obližnjih neutronskih zvijezda, postaje manje intenzivno. Takva radijacija se smatra opasnom za složenije oblike života, pa hipoteza o rijetkoj Zemlji smatra da su u ranom svemiru okolnosti za složeniji život bili nepovoljni jer je gustoća zvijezda bila visoka i supernove su bile česte.[4]
3. Gravitacijska perturbacija planeta i planetezimali iz obližnjih zvijezda postaju rjeđi kako gustoća zvijezda opada. Stoga, što je planet udaljeniji od galaktičkog središta, to je manja vjerojatnost da ga pogodi veliki meteor. Galaktička zona nastanjivosti je stoga vjerojatno u obliku prstena, smještena između nenastanjivog središta i vanjskih granica.

Planetarni sustav ne samo što mora uživati u povoljnoj lokaciji za složenije oblike života, nego i ostati na toj lokaciji kroz dugo vremensko razdoblje. Zvjezdani sustav stoga mora ostati podalje od galaktičkog centra. Pobornici hipoteze stoga navode da zvijezda za održavanje života mora imati galaktičku orbitu koja je skoro kružna oko središta galaksije. Takva sinkronizacija se nalazi u "galaktičkoj nastanjivoj zoni". Lineweaver et al. zaključuje da je ta nastanjiva zona u prstenu u rasponu od 7 do 9 kiloparseka u promjeru, što je jedva 10% zvijezda Mliječnog puta. Prema konzervativnim procjenama, od ukupnog broja to bi bilo između 20 i 40 milijardi zvijezda. Gonzalez, et al. prepolovljuje taj broj i procjenjuje da je manje od 5% zvijezda u našoj galaksiji unutar nastanjivoj zoni.
Putanja Sunca oko središta galaksije je doista gotovo savršeno kružna, jedna "galaktička godina" traje 226 milijuna godina, što se poklapa s rotacijom galaksije. Dok hipoteza sugerira da bi Sunce rijetko, ako i ikada, moralo proći kroz spiralni krak, astronomkinja Karen Masters je izračunala da Sunce prođe kroz jedan takav spiralni krak svakih 100 milijuna godina. Neki znanstvenici navode da se masovna izumiranja poklapaju s prethodnim prolaskom kroz takve spiralne krakove.
Andromeda i Mliječni put imaju sličnu masu, ali dok je Andromeda tipična spiralna galaksija, Mliječni put je netipično mirna i blijeda. Izgleda da je pretrpjela manje sudara s drugim galaksijama tijekom zadnjih 10 milijardi godina, te je njena mirna povijest možda povoljnije mjesto za složeniji život od galaksija koje su imale više sudara, te stoga i više supernova i nemira. Razina aktivnosti crnih rupa u središtu galaksije je možda također bitna: da je premala ili prevelika, život bi bio rjeđi. Crna rupa u središtu Mliječnog puta se čini "baš pravom količinom".

### Prava udaljenost od i pravi tip zvijezde
Zemaljski primjer sugerira da složeniji oblici života zahtijevaju vodu u tekućem stanju, te stoga taj planet mora biti u pravoj udaljenosti u odnosu na zvijezdu oko koje kruži, inače će voda biti ili u smrznutom stanju ili će ispariti prije formiranja života. To je tzv. "princip zlatokose".
Nastanjiva zona ovisi od slučaja do slučaja. U slučaju zvijezde koja polako postaje bijeli patuljak, nastanjiva zona se polako pomiče udalj, sve dok ne nestane. Nastanjiva zona je povezana i sa stakleničkim efektom kojeg ostvaruju vodena para, ugljikov dioksid (CO2), i/ili drugi staklenički plinovi. Iako Zemljina atmosfera sadrži vodenu paru u koncentraciji u rasponu od 0% (u suhim područjima) do 4% (u prašumama i oceanskim regijama) te samo 387 djelića po milijun CO2, ova mala količina je dovoljna podignuti prosječnu površinsku temperaturu Zemlje do oko 40°C od onoga što bi inače bila, a vodena para zajedno s oblacima čini između 66% i 85% Zemljinih stakleničkih efekata, dok CO2 doprinosi između 9% i 26% tog učinka.
Pretpostavlja se da zvijezda mora imati i stjenovite planete unutar nastanjive zvijezde. Iako je nastanjiva zona oko zvijezde Sirius i Vega široka, postoje dva problema:
1. Pošto se smatra da se stjenoviti planeti formiraju bliže oko zvijezde koje kruže, planeti se formiraju preblizu da leže unutar nastanjive zone. No možda bi se život mogao razviti oko nekog većeg satelita koji kruži oko plinovitog diva.
2. Vruće zvijezde imaju kratki životni vijek, postaju crveni divovi u manje od jedne milijarde godina, što nije dovoljno da se razvije složeniji oblik života. Zbog toga masivne i velike zvijezde tipa od F6 do O (vidi: spektralni razred) nisu pogodne za život.

Malene zvijezde tipa crveni patuljak, s druge strane, imaju nastanjivu zonu malog opsega. Ta blizina prisiljava planete da su stalno okrenute zvijezdi, dok su im tamne strane hladne. Zbog radijacije i atmosfera planeta bi bila ionizirana, pa zagovaratelji hipoteze o rijetkoj zemlji odbacuju mogućnost života u takvim sustavima, iako neki egzobiolozi navode da bi prilika za to ipak mogla postojati pod pravim okolnostima. Zvijezde u kasnoj-K i M kategoriji čine oko 82% svih zvijezda koje gore uz pomoć vodika.
Pobornici rijetke Zemlje navode da je "prava okolnost" zvijezde u rasponu od F7 do K1. Takve zvijezde nisu česte: zvijezde tipa G, među kojima je i Sunce (između toplijeg F i hladnijeg K) čine tek 9% zvijezda na vodik u Mliječnom putu. 
Stare zvijezde, kao što je crveni div i bijeli patuljak, vjerojatno ne podržavaju život. Crveni divovi su česti u gustim skupinama i eliptičnim galaksijama. Bijeli patuljci su umiruće zvijezde koje su prošle kroz fazu crvenog diva. 
Isijavanje energije zvijezde bi također trebalo biti konstantno ili se mijenjati jako sporo; promjenjive zvijezde kao što su Cefeide, primjerice, vjerojatno ne podržavaju život. Ako se isijavanje energije središnje zvijezde iznenada smanji, čak i za malu količinu, ili poveća, oceani bi se mogli smrznuti ili ispariti. 
Nije poznat način ostvarivanja života bez složene kemije, a takva kemija zahtjeva metale, naime elemente i druge od vodika i helija. Ovo sugerira uvjet za život u zvjezdanom sustavu bogatom metalima. Jedini poznat mehanizam za stvaranje i raspršivanje metala je supernova nakon eksplozije. Prisutnost metala u zvijezdama se otkriva u njenom spektru upijanja, a istraživanja ukazuju da su mnoge, možda čak i većina zvijezda siromašne metalima. Niska razina metala karakterizira rani svemir, velike nakupine i druge zvijezde formirane dok je svemir bio mlad, zvijezde u većini galaksija izuzev velikih spiralnih galaksija, i zvijezda u udaljenim regijama svih galaksija. Stoga zvijezde bogate metalima su sposobne održavati život, a vjeruje se da su najčešće u tihim "predgrađima" velikih spiralnih galaksija, regijama koje su pogodne jer je tamo radijacija također niska.

### Pravi raspored planeta
Zagovaratelji hipoteze o rijetkoj Zemlji navode da planetarni sustav sposoban održavanja složenog života mora biti sličan našem Sunčevom sustavu. Smatra se da život zahtijeva terestričke planete s tektonikama poput onih na Zemlji. Snažna gravitacija najvećeg planeta u sustavu, Jupitera, utječe na putanje mnogih malih kometa i asteroida koji se sudaraju s njom, te se stoga pretpostavlja da je stopa udara kometa na Jupiter između dva i osam tisuća puta veća od Zemlje. Da nema Jupitera, vjerojatnost udara asteroida na unutarnje planete Sunčeva sustava bila bi puno veća.  
Razlozi izumiranja dinosaura u Kredi su i dalje nerazjašnjeni, ali mnogi znanstvenici vjeruju da ju je uzrokovao udar asteroida ili manjeg kometa na prijelazu Krede i Tercijara koji se stvorio krater Chicxulub, demonstrirajući kako su takvi udari ozbiljna prijetnja životu na Zemlji. Astronomi pretpostavljaju da bi bez Jupitera, koji upija potencijalne opasne objekte, masovna izumiranja bila puno češća na Zemlji, te da se ne bi razvio složeniji život.
Planet Jupiterove mase izgleda nudi povećanu zaštitu protiv asteroida, ali potpuni učinci na druga nebeska tijela u Sunčevu sustavu su i dalje predmet rasprava.

### Konstatno stabilna putanja
Zagovaratelji hipoteze navode da plinoviti divovi ne bi smjeli biti preblizu planetu na kojoj bi se razvijao život, jer bi mogli poremetiti njenu putanju. 
Računalne projekcije navode moguće kaotične planetarne orbite ako planetarni sustav ima velike planete s ekscentričnim putanjima.
Potreba za stabilnom putanjom odbacuje zvijezde sa sustavom planeta koje sadrže velike planete u bliskoj putanji oko zvijezde, tzv. "vruće Jupitere". Vjeruje se da bi "vrući Jupiteri" bili formirani mnogo dalje od svojih zvijezda nego što jesu, te bi tako mogli migrirati prema daljim područjima, i poremetiti putanje drugih planeta.

### Prava veličina
Planet koja je premalen ne može držati dovoljno atmosfere. Temperatura stoga postaje krajnje promjenjiva a stabilni oceani nemogući. Maleni planeti će imati i oporu površinu, s velikim kanjonima i planinama, njegova jezgra će se brže hladiti a tektonika ploča neće trajati dovoljno dugo za razvoj života.
Ipak, stjenoviti planeti poput Zemlje su dosta česti, prema astronomu Michaelu Meyeru sa sveučilipta u Arizoni, te čine između 20 i 60 % planeta koje obilaze zvijezde slične Suncu.

### Veliki prirodni satelit i tektonika ploča
Mjesec je neobičan jer drugi stjenoviti planeti Sunčeva sustava ili nemaju satelite (Merkur i Venera), ili imaju male satelite koji vjerojatno zarobljeni asteroidi (Mars).
Teorija o velikom udaru navodi da je Mjesec rezultat udara tijela veličine Marsa na tada još jako mladu Zemlju. Taj snažni udar je Zemlji dao blago nagnutu os i ubrzanu rotaciju. Brža rotacija osigurava pravu raspodjelu dana i noći te stoga i umjerene temperature. Niti os ne smije biti previše nagnuta inače bi planet imao ekstremne razlike u godišnjim dobima, neprikladne za složeniji život. Planet bez nagnute osi bi mogla imati manjak stimulacije za razvoj šarolike evolucije. Pobornici "rijetke Zemlje" navode da je stoga i Zemljina os nagnuta "baš pravo". Veliki satelit stabilizira nagnutu os planeta, jer bi bez njega promjene osi bile odveć kaotične i nestabilne.
Da Zemlja nije imala Mjesec, plime i oseke bi bile upola slabije. Veliki sateliti stvaraju bazen plime koji su možda bitni za razvoj složenijeg života, iako je to i dalje predmet rasprave.
Veliki satelit također povećava učestalost tektonike ploča zahvaljujući silama plime i oseke na kori planeta. Ipak, postoje dokazi da je i na Marsu nekoć postojala tektonika ploča, i bez tog mehanizma. Edward Belbruno i J. Richard Gott sa sveučilišta Princeton su napisali znanstveni rad o mogućnosti udarnog tijela na razvoj tektonika planeta.
I tektonika ploča se smatra bitnim za razvoj života. Erupcija vulkana je u prošlosti pojedine elemente izbacila na površinu zemlje, a znanstvenici smatraju da su baš ti elementi odgovorni za stvaranje biomolekula – temelja života. Ti otvori kao posljedica micanja tektonskih ploča, nalaze se na dnu oceana i sadrže savršenu mješavinu vodika, metana, amonijaka koji su zemlju učinili pogodnom za život.

### Evolucija od jednostavnijih do složenijih organizama
Bez obzira na fizičku sličnost Zemlji, postoje argumenti da kada god život nastaje, malo je vjerojatno da će se razviti dalje od jednostavnih bakterija. Biokemičar Nick Lane navodi da su jednostavne stanice (prokarioti) nastale ubrzo nakon formiranja Zemlje, ali im je trebalo pola života planeta dok se nisu razvili do složenijih oblika (eukarioti), te da se to moglo dogoditi samo jednom. Po njegovom mišljenje, prokarioti nemaju staničnu arhitekturu razviti se u eukariote, jer bi bakterija razvijena do eukariotskih proporcija imala desetak tisuća manje raspoložive energije. To se riješilo tako da je jedna jednostavna stanica uključena u drugu, te su stanice zajedno nastavile razvoj do mitohondrija, što je omogućilo dovoljno energije. Neki smatraju da se takva transformacija događa vrlo rijetko, te da na hipotetskim drugim planetima život uglavnom nije razvijen dalje od jednostaničnih organizama.

## Vanjske poveznice
- Stotine svjetova u Mliječnom putu BBC
- Analiza hipoteze
- Jesmo li sami u svemiru?  Arhivirana inačica izvorne stranice od 13. ožujka 2013. (Wayback Machine) Gregg Easterbrook, 1988.
- Je li Zemlja rijetkost? BBC